# بنجيم
بنجيم هي مدينة، تتبع غوا، هي عاصمة غوا، والهند البرتغالية، بلغ عدد سكانها 40017 نسمة، تبلغ مساحتها 36 كيلومتر مربع، رمزها البريدي هو 403001.

## المناخ
يظهر الجدول التالي التغييرات المناخية على مدار السنة لبَنجيم:
| البيانات المناخية لـبنجيم                                                   | البيانات المناخية لـبنجيم | البيانات المناخية لـبنجيم | البيانات المناخية لـبنجيم | البيانات المناخية لـبنجيم | البيانات المناخية لـبنجيم | البيانات المناخية لـبنجيم | البيانات المناخية لـبنجيم | البيانات المناخية لـبنجيم | البيانات المناخية لـبنجيم | البيانات المناخية لـبنجيم | البيانات المناخية لـبنجيم | البيانات المناخية لـبنجيم | البيانات المناخية لـبنجيم |
| الشهر                                                                       | يناير                     | فبراير                    | مارس                      | أبريل                     | مايو                      | يونيو                     | يوليو                     | أغسطس                     | سبتمبر                    | أكتوبر                    | نوفمبر                    | ديسمبر                    | المعدل السنوي             |
| --------------------------------------------------------------------------- | ------------------------- | ------------------------- | ------------------------- | ------------------------- | ------------------------- | ------------------------- | ------------------------- | ------------------------- | ------------------------- | ------------------------- | ------------------------- | ------------------------- | ------------------------- |
| الدرجة القصوى °م (°ف)                                                       | 36.6 (97.9)               | 39.2 (102.6)              | 39.0 (102.2)              | 39.8 (103.6)              | 38.6 (101.5)              | 35.9 (96.6)               | 32.3 (90.1)               | 34.0 (93.2)               | 33.2 (91.8)               | 37.2 (99.0)               | 37.2 (99.0)               | 36.6 (97.9)               | 39.8 (103.6)              |
| متوسط درجة الحرارة الكبرى °م (°ف)                                           | 32.0 (89.6)               | 31.7 (89.1)               | 32.2 (90.0)               | 33.1 (91.6)               | 33.4 (92.1)               | 30.3 (86.5)               | 29.1 (84.4)               | 28.7 (83.7)               | 29.8 (85.6)               | 31.8 (89.2)               | 32.9 (91.2)               | 32.7 (90.9)               | 31.5 (88.7)               |
| المتوسط اليومي °م (°ف)                                                      | 26.0 (78.8)               | 26.3 (79.3)               | 27.7 (81.9)               | 29.3 (84.7)               | 30.0 (86.0)               | 27.6 (81.7)               | 26.7 (80.1)               | 26.4 (79.5)               | 26.9 (80.4)               | 27.9 (82.2)               | 27.6 (81.7)               | 26.9 (80.4)               | 27.4 (81.3)               |
| متوسط درجة الحرارة الصغرى °م (°ف)                                           | 19.9 (67.8)               | 20.7 (69.3)               | 23.2 (73.8)               | 25.5 (77.9)               | 26.5 (79.7)               | 24.8 (76.6)               | 24.3 (75.7)               | 24.0 (75.2)               | 24.0 (75.2)               | 23.9 (75.0)               | 22.2 (72.0)               | 21.0 (69.8)               | 23.3 (73.9)               |
| أدنى درجة حرارة °م (°ف)                                                     | 14.4 (57.9)               | 13.3 (55.9)               | 17.5 (63.5)               | 19.4 (66.9)               | 20.9 (69.6)               | 20.9 (69.6)               | 20.5 (68.9)               | 21.7 (71.1)               | 21.0 (69.8)               | 20.0 (68.0)               | 15.3 (59.5)               | 15.7 (60.3)               | 13.3 (55.9)               |
| الهطول مم (إنش)                                                             | 1.0 (0.04)                | 0.1 (0.00)                | 0 (0)                     | 4.3 (0.17)                | 81.0 (3.19)               | 892.3 (35.13)             | 907.4 (35.72)             | 596.6 (23.49)             | 260.3 (10.25)             | 145.8 (5.74)              | 26.7 (1.05)               | 2.5 (0.10)                | 2٬918 (114.88)            |
| متوسط الأيام الممطرة (≥ 1.0 mm)                                             | 0.1                       | 0                         | 0                         | 0.3                       | 3.8                       | 21.2                      | 25.6                      | 23.1                      | 12.8                      | 6.5                       | 2.0                       | 0.2                       | 95.7                      |
| متوسط الرطوبة النسبية (%)                                                   | 67                        | 69                        | 71                        | 71                        | 71                        | 85                        | 88                        | 89                        | 86                        | 80                        | 70                        | 64                        | 76                        |
| ساعات سطوع الشمس الشهرية                                                    | 311.8                     | 290.2                     | 291.0                     | 289.0                     | 296.5                     | 125.1                     | 105.7                     | 122.1                     | 177.1                     | 247.7                     | 272.6                     | 299.3                     | 2٬828٫1                   |
| المصدر #1: NOAA                                                             |                           |                           |                           |                           |                           |                           |                           |                           |                           |                           |                           |                           |                           |
| المصدر #2: India Meteorological Department (record high and low up to 2010) |                           |                           |                           |                           |                           |                           |                           |                           |                           |                           |                           |                           |                           |

## مدن توأم
المدن التوأم:
- أكابولكو.

## أعلام
- ريمو فيرنانديز